# ظمر اكام (المهرة)

تعديل مصدري - تعديل

ظمر اكام هي إحدى قرى مديرية منعر التابعة لمحافظة المهرة، بلغ تعداد سكانها 60 نسمة حسب تعداد اليمن لعام 2004.